# 市長 (仙台藩)
仙台藩の市長（しちょう）は、日本の明治時代初めに陸前国にあった同藩が、城下町仙台の町人町を支配するために1871年に置いた官職である。員数は2名で、5名の副市長、27名の町人代の上に立った。翌1872年の大区小区制実施に伴い廃止された。

## 解説
明治2年（1869年）に戊辰戦争で敗れて降伏してから、仙台藩は62万石を28万石に減らされたが、藩自体は存続し、仙台はその城下町であり続けた。武士として生活できない家臣団の解体が進む中、行政制度は名称と人事の両面で頻繁に改廃された。
市長・副市長・町人代は、明治4年（1871年）3月の市井役所の廃止にともなって設けられたものだが、市井役所の設置時期と性格はわからない。市長は2名、副市長は5名で、その下に27名の町人代がつく。市長の管轄は仙台の町人地に限られ、武家地では舎制という役人が舎長・伍舎長、伍長を下に置く別の制度が敷かれた。
市長以下の制度は、同年7月に仙台藩が廃止されて仙台県が置かれてからもしばらく継続したが、翌明治5年（1872年）4月に大区小区制が町人地に施行された時に廃止された。かつての町人地の大部分は小6区と小7区にあてられたが、両区ともかつての市長と副市長から一等戸長、二等戸長が任命された。

## 市長
- 清水惣三郎（一番卒、大町二丁目。後に小7区一等戸長）
- 小谷卯兵衛（大町一丁目）

## 副市長
- 田丸庄三郎（二番卒、南町[5]。後に小6区二等戸長）
- 中村式治（荒町。後に小6区一等戸長）
- 菅野正兵衛（国分町）
- 針生彦三郎（北材木町。後に小7区二等戸長）
- 針生林吉（河原町）